# Gunung Mon
Gunung Mon är ett berg i Indonesien.   Det ligger i provinsen Aceh, i den västra delen av landet, 1 600 km nordväst om huvudstaden Jakarta. Toppen på Gunung Mon är 710 meter över havet, eller 269 meter över den omgivande terrängen. Bredden vid basen är 3,3 km.
Terrängen runt Gunung Mon är varierad.Runt Gunung Mon är det ganska glesbefolkat, med 35 invånare per kvadratkilometer. I omgivningarna runt Gunung Mon växer i huvudsak städsegrön lövskog.